# ジュウェル・レコード
ジュウェル・レコード（Jewel Records）は、スタン・ルイス（1927年7月5日 – 2018年7月15日）がルイジアナ州シュリーヴポート設立したレコードレーベルである。
傘下に2つのレーベル、ポーラ（1965年設立、ルイスの妻ポーリンにちなんで命名）、およびロン（Ronn、1967年設立）があった。 

## 歴史
スタン・ルイスは、スタンズ・レコード・ショップを1948年、シュリーヴポートに開店した。この店は小売りのレコード店の草分け的存在であった。店は成長をし、ルイスは店を訪れるレコード・レーベルのオーナーとの関係を築いていった。1950年代半ばには、ルイスはアーティストのレコーディングも手掛けるようになっている。
ルイスにレコード・レーベルの設立を勧めたのは、彼の友人の チェス・レコードのレナード・チェスだった。ルイスは
1963年にレコードを立ち上げたが、シカゴのジュウェル・ティー・カンパニーというスーパーマーケットが繁盛しているのを見たルイスは、レーベル名をジュウェルとすることを決めたのであった。レーベル初期には、チェスがジュウェルのLPを製造していた。
後になり、ルイスはコブラ、チーフ、USA、JOBといったレーベルの権利を買い取り、音源の再発を進めた。
一時期、ジュウェル（とその傘下のロン、ポーラ）は、シュリーヴポートのスー・レーベルの一部門であった。ニューヨークにも同名のレーベルが存在したが、それとは無関係である。
1999年、ルイスはジュウェルとその傘下レーベルのマスター・レコーディングの権利をEmusic.comへ売却した。その権利はその後フュエル2000によって買収され、同社はこれらレーベル音源の所有と管理をするようになった。2015年、フュエル2000はエンターテインメント分野の知的財産権の管理会社、43ノースによって買収され、同社がジュウェル音源の権利を得ている。

## 所属アーティスト
ジュウェル（あるいはポーラ、ロン）にレコーディングした、あるいはレコードをリリースしたアーティストにはバスター・ベントン、フランク・フロスト、ローウェル・フルソン、ジョン・リー・フッカー、ライトニン・ホプキンス、ジョン・フレッド・アンド・ヒズ・プレイボーイ・バンド、トゥーサン・マッコール、ザ・ユニークス、ジェリー・マケイン、メンフィス・スリム、リトル・ジョニー・テイラー、ジャスティン・ウィルソンといった面々がいる。